# Zygophyllum brachypterum
Zygophyllum brachypterum är en pockenholtsväxtart som beskrevs av Kar. & Kir.. Zygophyllum brachypterum ingår i släktet Zygophyllum och familjen pockenholtsväxter. Inga underarter finns listade i Catalogue of Life.